# Pfistermühle (Rottenbuch)

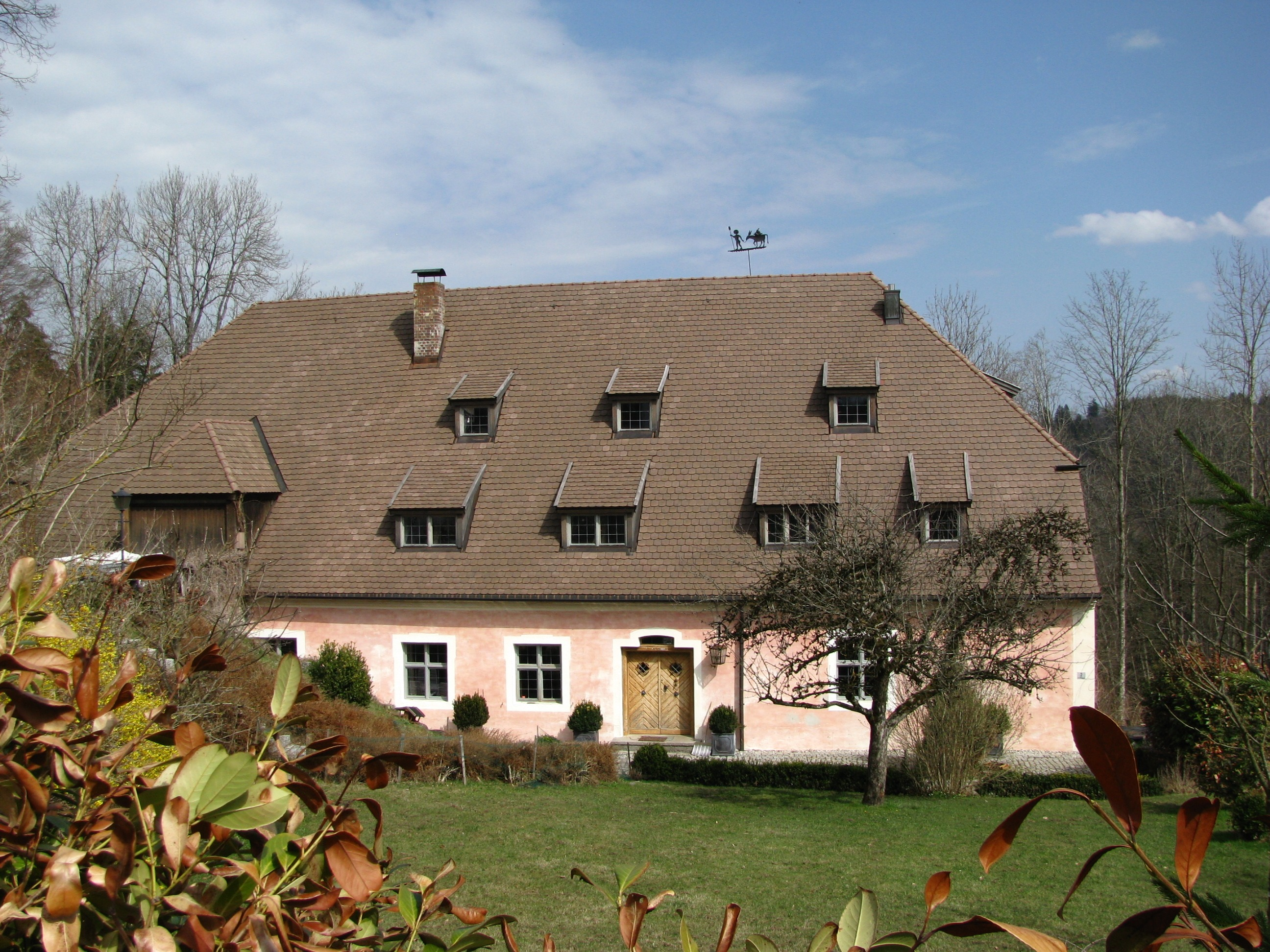
Pfistermühle von Westen

Die Pfistermühle ist ein ehemaliges Mühlengebäude in der oberbayerischen Gemeinde Rottenbuch.

## Geschichte
Ein erster Mühlenbau wurde 1418 durch Brand zerstört und wieder neu aufgebaut. 150 Jahre später wurde die Mühle erneuert. Nachdem auch dieser Bau einem Brand zum Opfer gefallen war, ließ der aus Schongau stammende Propst Guarinus Buchner zwischen 1770 und 1772 die Mühle von Franz Joseph Bader von Grund auf neu erbauen.
Neben der Ammermühle war die Pfistermühle (vom lateinischen Wort pistor = der Müller oder der Bäcker) als zweite der zum Kloster Rottenbuch gehörenden Mühlen eigene Mahl- und Sägemühle. In ihr war auch die Klosterbäckerei untergebracht. Als Mahlmühle blieb sie bis 1912, als Sägemühle bis 1930 in Betrieb. Die ehemalige Bäckerei wurde ein Stall für Kühe und Ochsen.
Der am Abhang zur Ammer hin liegende Bau ist östlich drei- und westlich zweigeschossig. Im Erdgeschoss haben sich mehrere Kreuzgratgewölbe bzw. flache Stichkappentonnen erhalten. Nach oben schließt er mit einem Halbwalmdach ab.
Die Pfistermüller von Rottenbuch sind seit 1628 namentlich nachweisbar.